# グランパズドリーム
グランパズドリーム（欧字名：Grandpa's Dream、1983年3月23日 - 1994年11月）は、日本の競走馬、種牡馬。
重賞勝利はなかったが、1986年の日本ダービーでダイナガリバーと死闘の末に2着となった。重賞未勝利の大物と呼ばれた。また、サラブレッドクラブ・ラフィアンを創設した岡田繁幸の原点となった馬ともいわれる。
馬名の意味は、和訳して「おじいちゃんの夢」で、繁幸の父親である岡田蔚男が入院していた病院のトイレで思いついたという。「おじいちゃん」は蔚男のことを指しており、蔚男が繁幸の長男（岡田紘和。後にサラブレッドクラブ・ラフィアン代表）のことを可愛がっていたことから、孫から見て祖父の夢であるダービー制覇の思いを込め名付けたという。

## 経歴

### 競走馬時代
1985年8月3日、函館競馬場第2競走の3歳新馬戦で柴田政人を鞍上にデビュー。2着に終わるが、折り返しの新馬戦を快勝する。3ヶ月の休養を挟んで黒松賞で復帰。4着に入ると、強気に朝日杯3歳ステークスに連闘で挑戦するが、ダイシンフブキの8着に終わる。
1986年1月6日の若竹賞は7着に終わるが、400万下を圧勝。オープン入りを果たす。その後、きさらぎ賞に挑戦するも9着。若葉賞2着を経て当時ダービー指定オープンだった青葉賞で2着に入り、ダービーの出走権を確保した。
ダービーではテン乗りで田原成貴が騎乗。これは、騎乗予定だったフレッシュボイスが外傷のため出走を回避したために実現したものだった。これまでの成績から、単勝14番人気という評価であった。レースでは好スタートを切ったバーニングダイナが引っ張る展開の中、絶好の4番手に位置したダイナガリバーの後方の内でピッタリ追走。4コーナーでダイナガリバーが馬場中央のコース取りを取ると、ポッカリ空いた内を突いてアサヒエンペラー、ラグビーボールを振り切ったダイナガリバーを強襲した。しかし、壮絶な叩き合いの末、ダイナガリバーに2分の1馬身遅れ2着に終わる。このレース中に故障を発生、そのまま復帰することなく引退となった。

### 引退後
引退後は種牡馬入りした。しかし、ダービー2着馬とはいえ競走成績も決して一流と呼べるものではないことや、サラ系という血統背景もあって種付け頭数に恵まれず、主にサラブレッドクラブ・ラフィアンの募集馬を中心に産駒を送り出したが、1990年産のマイネルハーベストが中央で3勝を挙げた程度であった。
1994年11月に死亡した。11歳没。その6年後、母の父として2000年代唯一のサラ系中央重賞勝ち馬マイネルビンテージ（2000年京成杯）を出している。

## 血統表
| グランパズドリームの血統プリンスビオ系(プリンスローズ系) / Fairway5×5=6.25% | グランパズドリームの血統プリンスビオ系(プリンスローズ系) / Fairway5×5=6.25% | グランパズドリームの血統プリンスビオ系(プリンスローズ系) / Fairway5×5=6.25% | （血統表の出典）             | （血統表の出典） |
| 父 カブラヤオー 1972 黒鹿毛                                                 | 父の父*ファラモンド Pharamond 1957 黒鹿毛                                   | Sicambre                                                                    | Prince Bio                   | Prince Bio       |
| 父 カブラヤオー 1972 黒鹿毛                                                 | 父の父*ファラモンド Pharamond 1957 黒鹿毛                                   | Sicambre                                                                    | Sif                          |                  |
| 父 カブラヤオー 1972 黒鹿毛                                                 | 父の父*ファラモンド Pharamond 1957 黒鹿毛                                   | Rain                                                                        | Fair Trial                   | Fair Trial       |
| 父 カブラヤオー 1972 黒鹿毛                                                 | 父の父*ファラモンド Pharamond 1957 黒鹿毛                                   | Rain                                                                        | Monsoon                      |                  |
| 父 カブラヤオー 1972 黒鹿毛                                                 | 父の母カブラヤ 1965 黒鹿毛                                                  | *ダラノーア                                                                 | Sunny Boy                    | Sunny Boy        |
| 父 カブラヤオー 1972 黒鹿毛                                                 | 父の母カブラヤ 1965 黒鹿毛                                                  | *ダラノーア                                                                 | Danira                       |                  |
| 父 カブラヤオー 1972 黒鹿毛                                                 | 父の母カブラヤ 1965 黒鹿毛                                                  | ミスナンバイチバン                                                          | *ハロウェー                  | *ハロウェー      |
| 父 カブラヤオー 1972 黒鹿毛                                                 | 父の母カブラヤ 1965 黒鹿毛                                                  | ミスナンバイチバン                                                          | *スタイルパッチ              |                  |
| 母 （サラ系）フサキネン 1965 黒鹿毛                                         | 母の父*ガーサント Guersant 1949 鹿毛                                        | Bubbles                                                                     | La Farina                    | La Farina        |
| 母 （サラ系）フサキネン 1965 黒鹿毛                                         | 母の父*ガーサント Guersant 1949 鹿毛                                        | Bubbles                                                                     | Spring Cleaning              |                  |
| 母 （サラ系）フサキネン 1965 黒鹿毛                                         | 母の父*ガーサント Guersant 1949 鹿毛                                        | Montagnana                                                                  | Blantome                     | Blantome         |
| 母 （サラ系）フサキネン 1965 黒鹿毛                                         | 母の父*ガーサント Guersant 1949 鹿毛                                        | Montagnana                                                                  | Mauretania                   |                  |
| 母 （サラ系）フサキネン 1965 黒鹿毛                                         | 母の母（サラ系）ケニイモア 1953 鹿毛                                        | クモハタ                                                                    | *トウルヌソル                | *トウルヌソル    |
| 母 （サラ系）フサキネン 1965 黒鹿毛                                         | 母の母（サラ系）ケニイモア 1953 鹿毛                                        | クモハタ                                                                    | 星旗                         |                  |
| 母 （サラ系）フサキネン 1965 黒鹿毛                                         | 母の母（サラ系）ケニイモア 1953 鹿毛                                        | （サラ系）千鳥甲                                                            | カブトヤマ                   | カブトヤマ       |
| 母 （サラ系）フサキネン 1965 黒鹿毛                                         | 母の母（サラ系）ケニイモア 1953 鹿毛                                        | （サラ系）千鳥甲                                                            | （サラ系）磯千鳥 ntb天の川系 |                  |

母の母のケニイモアは1958年の中山大障害春・秋を連覇し、啓衆社賞最優秀障害馬。サラブレッド系種はミラとバウアーストック系列がほとんどであるが、この馬は天の川に遡る珍しい血統である。